# Biblia Hebraica Stuttgartensia
De Biblia Hebraica Stuttgartensia, of de BHS, is een uitgave van de grondtekst van de Hebreeuwse Bijbel op basis van de Codex Leningradensis B 19A, sinds 1966  gepubliceerd door de Deutsche Bibelgesellschaft (het Duitse Bijbelgenootschap) in Stuttgart. Ze is een voortzetting van de Biblia Hebraica (BHK) uit 1906 van de hebraïcus Rudolf Kittel (1853–1929).
De Biblia Hebraica Stuttgartensia wordt door joden en christenen beschouwd als een betrouwbare bron van de Hebreeuwse en Aramese geschriften (dat wil zeggen het Oude Testament). Dit is ook de versie van de Hebreeuwse en Aramese brontekst die het meest wordt gebruikt door wetenschappers, totdat de opvolger gereed is, de Biblia Hebraica Quinta.

## Tekst en apparaat
De tekst is een exacte kopie (op een paar fouten na) van de masoretische tekst uit de Codex Leningradensis. De enige opmerkelijke verschillen zijn dat de Kronieken, die in de Codex vóór de Psalmen staan, naar het eind verplaatst zijn, zoals in andere Hebreeuwse Bijbels. Het boek Job staat vóór Spreuken, zoals in de Codex en in tegenstelling tot in andere Hebreeuwse Bijbels.
In de marge van de Codex staan heel veel aantekeningen van de masoreten (dat zijn rabbijnse geleerden die zorg droegen voor een correcte overlevering van de oorspronkelijke teksten). De bedoeling is om afwijkende tekstvormen goed door te geven: onduidelijke woorden worden zo niet gecorrigeerd, maar exact doorgegeven. Ze maken duidelijk dat het niet om overschrijffouten gaat. Er is een onderscheid tussen de Masora parva (kleine aantekeningen) en de Masora magna (uitgebreide aantekeningen). De Masora parva vormen een samenvatting van de Masora Magna. Zo staat er bij zeldzame woorden en bijzondere woordcombinaties vermeld hoe vaak ze in de grondtekst voorkomen. Naast zo'n aantekening staat een getal dat verwijst naar de voetnoten onder de tekst in de BHS. Daar staat dan het nummer van de Masora magna (bijvoorbeeld Mm 319). Dit zeer uitgebreide apparaat is gescheiden uitgegeven onder de Hebreeuwse titel Masorah Gedolah. De redactie was in handen van Gérard E. Weil. In de Masora magna staan alle vindplaatsen met de bijbehorende teksten in het Hebreeuws op volgorde vermeld.
Belangrijk zijn de ketiev/qeree aantekeningen ('ketiev' is wat er letterlijk staat, en 'qeree' wat er vermoedelijk hoort te staan). Waar de masoreten een fout vermoedden, pasten ze niet de medeklinkertekst aan, maar gaven met de klinkers aan dat er iets anders moest worden gelezen:
- In Ezechiël 14:14 bijvoorbeeld staat in het Hebreeuws Daneel. De masoreten plaatsen daar een aantekening dat volgens hen Daniël gelezen moet worden.
- Een bekende ketiev/qeree is de naam van God. De medeklinkers JHWH worden voorzien van andere klinkers, opdat die bij het lezen niet zou worden uitgesproken, maar vervangen door Adonai, Heer.

Met voetnoten worden mogelijke correcties op de Hebreeuwse tekst aangegeven. Sommige daarvan zijn gebaseerd op de Dode Zeerollen, hoewel die nog niet volledig gepubliceerd waren toen de BHS verscheen, de Samaritaanse Pentateuch en op vroege Bijbelvertalingen als de Septuaginta, Vulgaat en Pesjitta. Soms lukt het niet om tot een begrijpelijke tekst te komen, en doet men een gissing.
De meeste moderne bijbelvertalingen, zoals de Nieuwe Bijbelvertaling uit 2004, maken gebruik van de BHS.

## Geschiedenis
- 1906: Eerste druk van de Biblia Hebraica door Rudolf Kittel op basis van de Textus Receptus van Ben Chajim.
- 1925: De Württembergischen Bibelanstalt in Stuttgart neemt de Biblia Hebraica over; tweede druk.
- 1937: Derde druk, door Kittel, Eißfeldt, Alt en Kahle geheel bewerkt op basis van de Ben-Aschertekst (in de vorm van de Codex Leningradensis van 1008 n.Chr.).
- 1955: Negende en laatste druk van de Biblia Hebraica
- 1966–1967: Nieuwe bewerking, door Karl Elliger en Wilhelm Rudolph uitgegeven onder de naam Biblia Hebraica Stuttgartensia,. Aanleiding voor de naamswijziging was de volledige bewerking van het apparaat (het systeem van voetnoten en verwijzingen), zodat verwisselingen met eerdere versies vermeden konden worden.
- 1997: Vijfde en laatste, gewijzigde druk van de BHS.

In 2004 verscheen het eerste deel van een uitgave van de grondtekst op nieuwe basis, die volgens planning in 2020 af zal zijn. Deze heet de Biblia Hebraica Quinta of Vijfde Hebreeuwse Bijbel (de BHS wordt gezien als de vierde versie van de Biblia Hebraica). Ook deze uitgave gaat uit van de tekst van de Codex van Leningrad, maar verwerkt ook andere tekstbronnen, zoals de Griekse Septuaginta en de Bijbelse geschriften van Qumran, die van voormasoretische oorsprong zijn.